# Australovenator
Australovenator is een geslacht van theropode dinosauriërs, behorend tot de Tetanurae, dat tijdens het vroege Krijt leefde in het gebied van het huidige Australië.

## Naamgeving
De typesoort Australovenator wintonensis is in 2009 benoemd en beschreven door de Australische paleontoloog en museumcurator Scott Hocknull en zijn collegae Matt White, Travis Tischler, Alex Cook, Naomi Calleja, Trish Sloan en David Elliott. De geslachtsnaam betekent "zuidelijke jager" in het Latijn, een verwijzing naar de vindplaats Australië en het feit dat het een roofdier betreft; de soortaanduiding verwijst naar de Wintonformatie waarin de vondst gedaan werd. De soort had als informele naam "Banjo" naar Banjo Paterson, de schrijver van het Australische volksliedje Waltzing Matilda.

## Vondsten

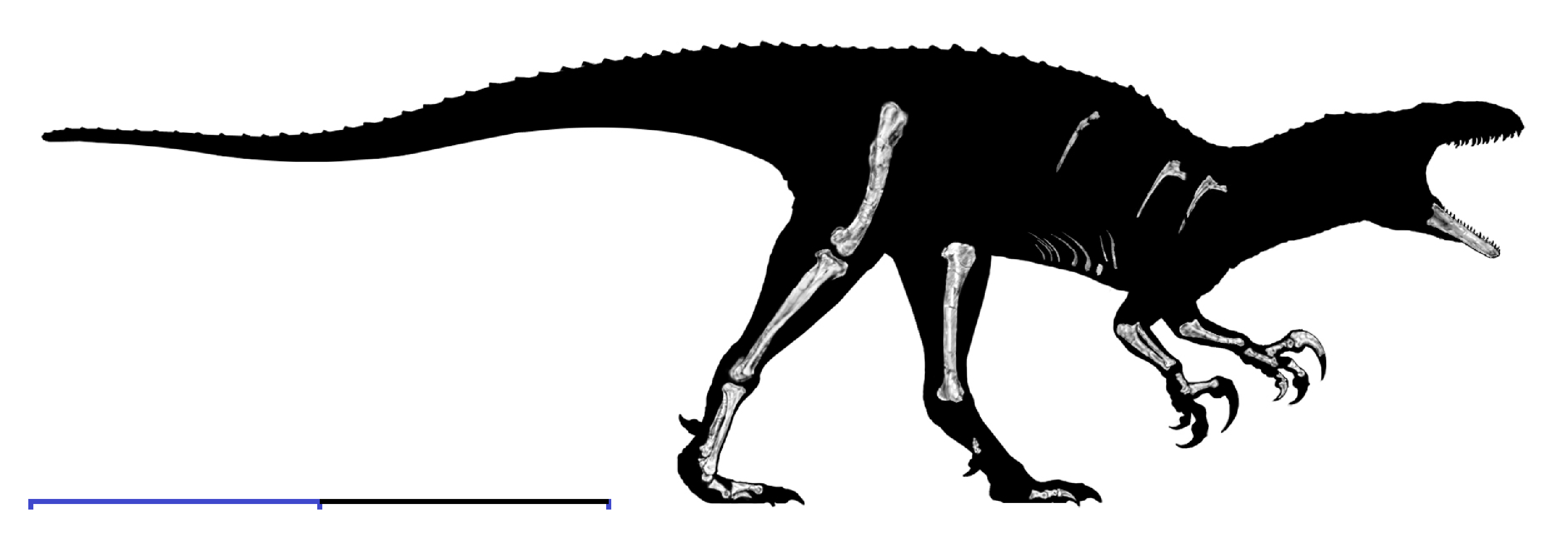
De bewaarde skeletdelen van Australovenator; de getoonde strekking van het rechterbeen was overigens anatomisch onmogelijk zonder de knie te ontwrichten

Tijdens opgravingen van 2006 tot en met 2009 in Queensland, door het Australian Age of Dinosaurs Museum of Natural History en het Queensland Museum, werden grote aantallen dinosauriërfossielen gevonden in een aardlaag uit het late Albien (honderd miljoen jaar oud). Daaronder was ook het fossiel van een theropode, opgegraven bij Elderslie Station. Het holotype, AODF 604, bestaat uit negen losse tanden, een stuk linkeronderkaak, ribben, buikribben, een gedeeltelijk rechterdarmbeen, beide ellepijpen, een rechterspaakbeen, delen van de handen, een rechterdijbeen, beide scheenbenen, een rechterkuitbeen, een rechtersprongbeen en delen van de voeten.

## Beschrijving
Australovenator is een middelgrote roofsauriër met een lengte van een vijf meter, een heuphoogte van anderhalve meter en een gewicht van een halve ton.
De beschrijvers wisten onderscheidende kenmerken vast te stellen die een unieke combinatie vormen. Het dentarium van de onderkaak is lichtgebouwd met ongeveer evenwijdig lopende boven- en onderranden. Het samengroeiingsvlak tussen de dentaria is afgerond. Een "kin" ontbreekt. Het dentarium draagt achttien tanden. De eerste tandkas heeft een vierkante doorsnede. De tweede tot en met zesde en de twaalfde tot en met vijftiende tandkas heeft een cirkelvormige doorsnede. De zevende tot en met elfde en zestiende tot en met achttiende tandkas zijn overdwars afgeplat. De interdentaalplaten achter de tandrij zijn over de volle lengte van het dentarium vergroeid. De bovenste rij aderkanalen loopt evenwijdig aan de kaakrand zonder naar onder af te zakken. De ribben hebben pneumatische holten. De buikribben zijn niet vergroeid, met taps toelopende buitenste uiteinden. De ellepijp heeft een rechte achterrand. De processus olecrani is gezwollen. Er loopt een groeve langs de buitenzijde van de schacht, een autapomorfie of unieke afgeleide eigenschap. De zwelling aan de buitenzijde is rond en onderbroken. De kop van het dijbeen is schuin naar voren, midden en boven gericht. De trochanter minor reikt bovenaan tot dezelfde hoogte als de trochanter major, een autapomorfie. De voorste groeve tussen de onderste gewrichtsknobbels voor de pees van de strekkende spier is nauw en diep, zonder kruisrichel. De buitenste onderste gewrichtsknobbel heeft een klein uitsteeksel aan de voorste buitenkant. De binnenste gewrichtsknobbel heeft ook een klein uitsteeksel dat aan de kant van de buitenste knobbel schuin naar beneden gericht is. De beenstijl van de buitenste knobbel reikt verder naar beneden dan die van de binnenste knobbel. Het bovenste gewrichtsvlak van het kuitbeen is aan de voorkant afgeschuind, een autapomorfie. Het sprongbeen heeft een hoge opgaande tak. De binnenste gewrichtsknobbel van het sprongbeen is naar binnen toe verbreed. De voorkant van het sprongbeen heeft een bovenste en onderste horizontale groeve. Van de bovenste voorkant van de buitenste knobbel van het sprongbeen ontspruit een naar voren en bezijden gericht uitsteeksel. De middenvoetsbeenderen zijn lang en lichtgebouwd.
De armen zijn krachtig en dragen grote klauwen. Een studie uit 2015 concludeerde dat afgeronde knobbels op de ellepijp en het spaakbeen een uitzonderlijk grote rotatie rond de lengteas van de onderarm toestonden. Een studie uit 2016 gaf aan dat de rotatie van de voet vrij normaal was. Als men geen rekening hield met de weke delen dan konden de tenen opgetrokken worden tot een positie evenwijdig aan de middenvoet en buigend helemaal in elkaar worden gekruld. Onderzoek naar de voet van een emoe wees echter uit dat bindweefsel en huid de beweeglijkheid zouden hebben beperkt. De voet was desalniettemin in staat tot een efficiënte afzet en de tenen konden tot evenwijdig aan de middenvoet worden gebogen

## Fylogenie
Er zijn weinig theropoden uit Australië bekend en die alleen van zeer schamele resten. Australovenator, hoewel ook zijn holotype fragmentarisch is, vertegenwoordigt de tot nu meest volledig bewaard gebleven vorm. Hij lijkt in morfologie nog het meest op Allosaurus en Fukuiraptor, maar in bepaalde kenmerken ook op de charcharodontosauride Neovenator. Volgens een kladistische analyse is Australovenator een vrij afgeleid lid van de Allosauroidea en het zustertaxon van de Carcharodontosauridae. Dat zou volgens de beschrijvers goed passen in een scenario waarin de tak die naar de carcharodontosauriden leidde zich in het Jura afsplitste toen het supercontinent Pangea nog niet uit elkaar gevallen was, waarna de deeltakken in het Krijt zich op de verschillende continenten verder specialiseerden. Australovenator vertegenwoordigt dan de Australische tak, op wiens continent geen carcharodontosauriden zijn aangetroffen. Dit werd min of meer bevestigd door een studie van Roger Benson uit 2009 die Australovenator samen met Neovenator en Fukuiraptor in de Neovenatoridae plaatst, de zustergroep van een meer beperkt (zonder Neovenator) opgevatte Carcharodontosauridae.
Volgens de beschrijvers is de zogenaamde "dwergallosaurus", alleen bekend van een ouder enkel sprongbeen, een directe voorloper of in ieder geval een nauwe verwant van Australovenator.

## Levenswijze
Tegelijk met Australovenator werden uit dezelfde formatie ook de sauropoden Diamantinasaurus en Wintonotitan beschreven; de jongen van deze niet al te grote planteneters waren mogelijke prooidieren.